# Циантакис, Никос
Ни́кос Цианта́кис (греч. Νίκος Τσιαντάκης, род. 20 октября 1963, Трикала) — греческий футболист, игравший на позиции полузащитника.

## Клубная карьера
Во профессиональном футболе дебютировал в 1981 выступлениями за команду «Атромитос».
Привлек внимание представителей тренерского штаба клуба «Паниониос», в состав которого присоединился в 1985 году. Сыграл за клуб из Неа Смирны следующие три сезона. Большинство времени, проведенного в составе «Паниониоса», был основным игроком команды.
В 1987 заключил контракт с клубом «Олимпиакос», в составе которого провел следующие шесть лет. Играя в составе «Олимпиакоса» также в основном выходил на поле в качестве основного игрока.
Впоследствии с 1994 по 1998 года играл в составе клубов «Арис», «Ионикос» и ОФИ.
Завершил профессиональную игровую карьеру в клубе «Этникос» в 1999 году.

### Клубная статистика
| Сезон   | Клуб            | Страна | Матчи | Голы |
| ------- | --------------- | ------ | ----- | ---- |
| 1985/86 | Паниониос       | Греция | 26    | 3    |
| 1986/87 | Паниониос       | Греция | 26    | 3    |
| 1987/88 | Паниониос       | Греция | 9     | 0    |
| 1988    | Олимпиакос      | Греция | 17    | 3    |
| 1988/89 | Олимпиакос      | Греция | 30    | 4    |
| 1989/90 | Олимпиакос      | Греция | 30    | 3    |
| 1990/91 | Олимпиакос      | Греция | 29    | 2    |
| 1991/92 | Олимпиакос      | Греция | 30    | 3    |
| 1992/93 | Олимпиакос      | Греция | 29    | 4    |
| 1993/94 | Олимпиакос      | Греция | 30    | 3    |
| 1994/95 | Олимпиакос      | Греция | 1     | 0    |
| 1995    | Арис (Салоники) | Греция | 19    | 4    |
| 1995/96 | Арис (Салоники) | Греция | 8     | 0    |
| 1996    | Ионикос         | Греция | 15    | 0    |
| 1996/97 | Ионикос         | Греция | 32    | 3    |
| 1997/98 | ОФИ             | Греция | 19    | 1    |
| 1998/99 | ОФИ             | Греция | 5     | 0    |
| 1999    | Этникос         | Греция | 6     | 0    |

## Международная карьера
Дебют за национальную сборную Греции состоялся 7 октября 1987 в отборочном матче на чемпионат мира 1990 против сборной Румынии. Был включен в состав на чемпионат мира 1994 в США, где сыграл в двух матчах группового раунда против Аргентины и Нигерии. Всего Циантакис сыграл 47 матчей и забил 2 гола

## Достижения

### «Олимпиакос»
- Вице-чемпион Греции: 1988/89, 1990/91, 1991/92, 1994/95
- Обладатель Кубка Греции: 1989/90, 1991/92
- Обладатель Суперкубка Греции: 1992